# Walther von Gemmingen
Walther von Gemmingen (* um 1440; † 1501) war ab 1479 Abt des Klosters Selz.

## Leben
Walther war ein jüngerer Sohn Eberhards des Tauben († 1479) und der Barbara von Neipperg. Als seine älteren Brüder Hans (1431–1487) und Eberhard († 1501) um 1455 bzw. 1457 heirateten, stand sein Bruder Reinhard († 1483) schon in geistlichem Stand. Der Vater sagte anlässlich der Hochzeit der älteren Brüder zu, dass die restlichen Söhne in den geistlichen Stand treten würden. Das väterliche Erbe solle allein den Söhnen Hans und Eberhard zur Sicherung ihrer Familien zufallen. 
Walther wurde Konventsbruder im Kloster Murrhardt und danach in Selz, wo er 1479 Abt wurde. Auch nach der Umwandlung zum Kollegiatstift 1481 stand Walther der von Gemmingen der Einrichtung weiterhin vor, verstarb dann aber im September 1501.